# وكزة

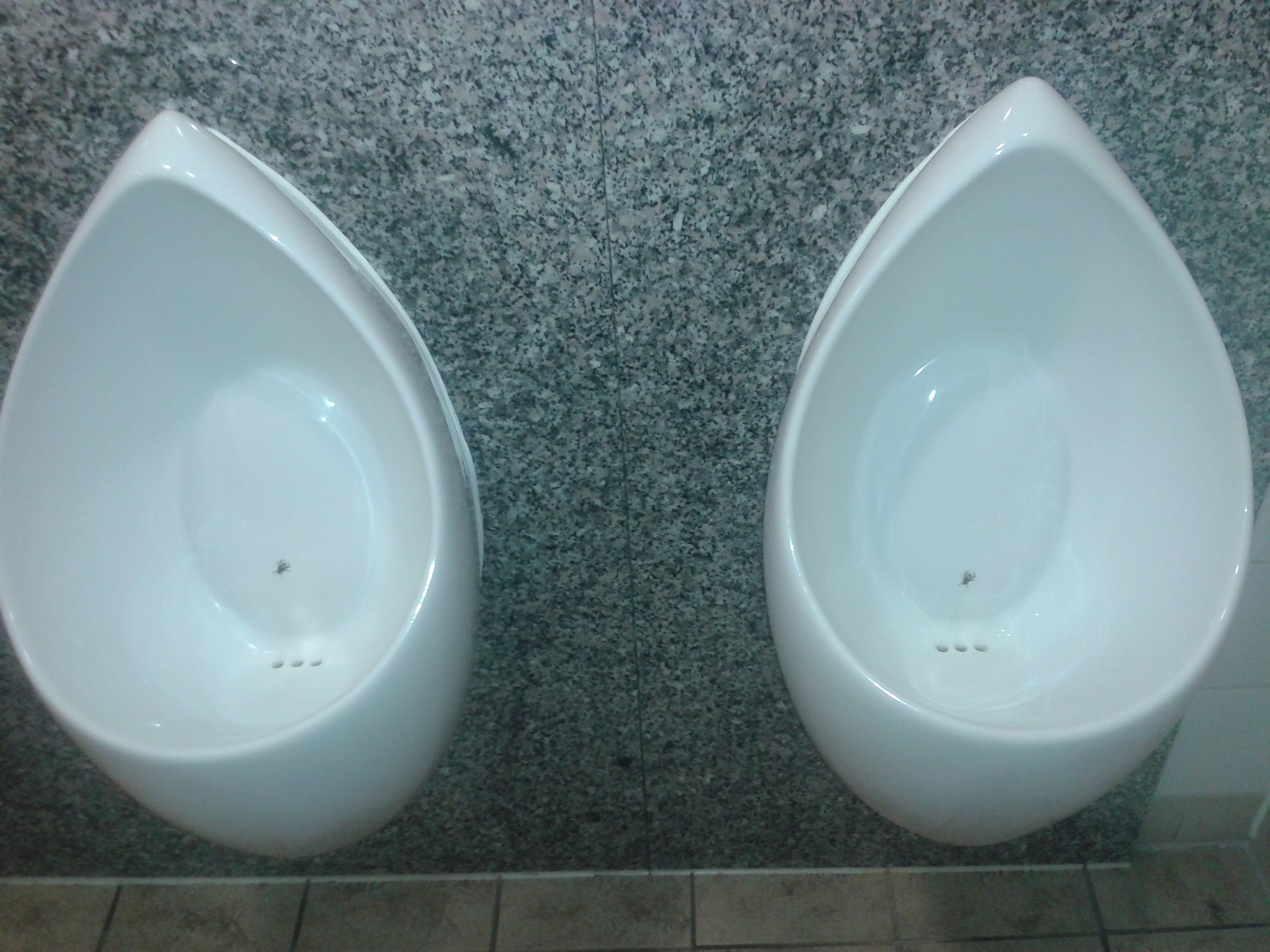

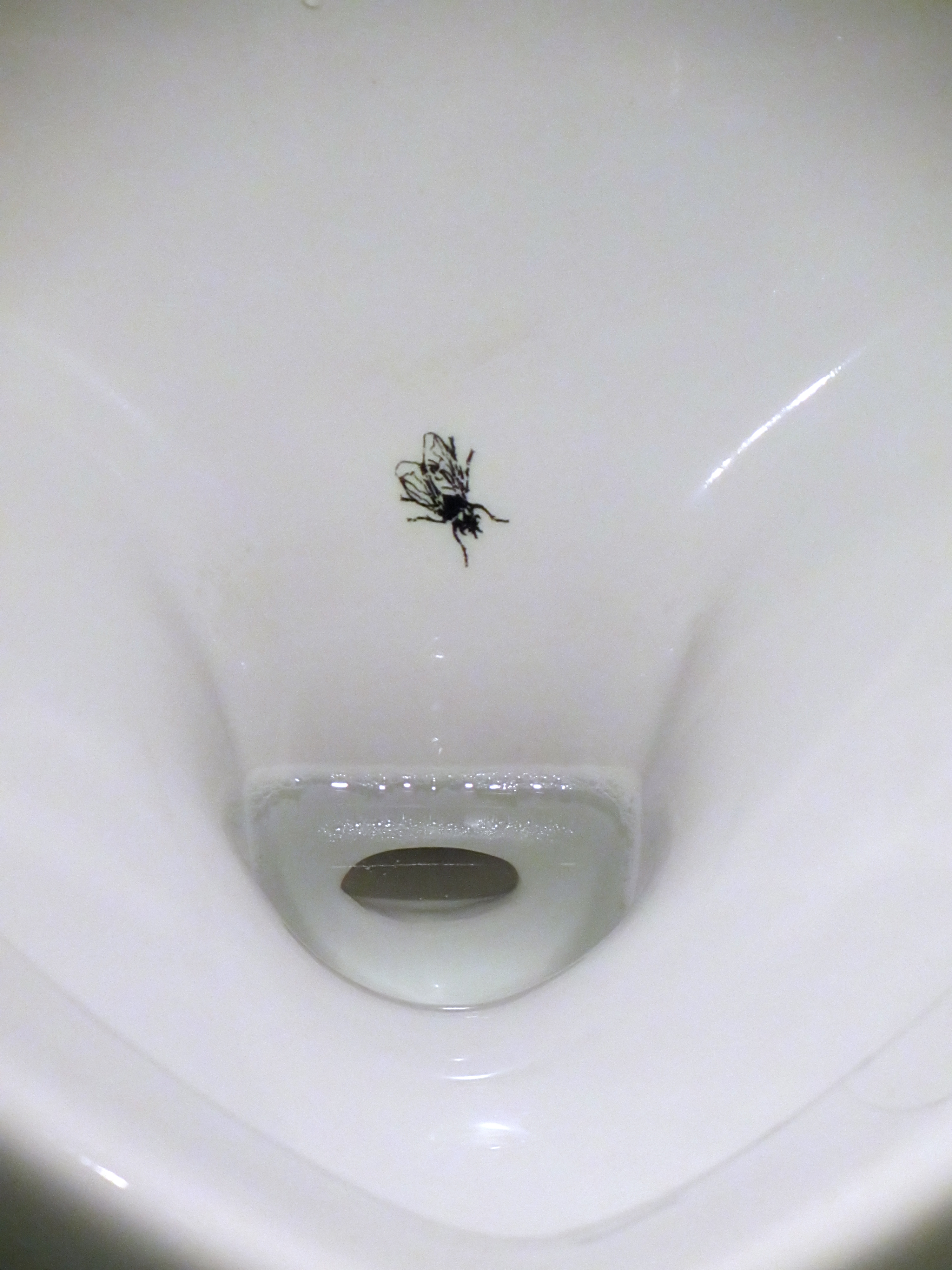
ثبت أن صورة الذباب في الجزء السفلي من المبولة تعمل على تحسين هدف الرجال ، مما يؤدي إلى خفض تكاليف التنظيف.

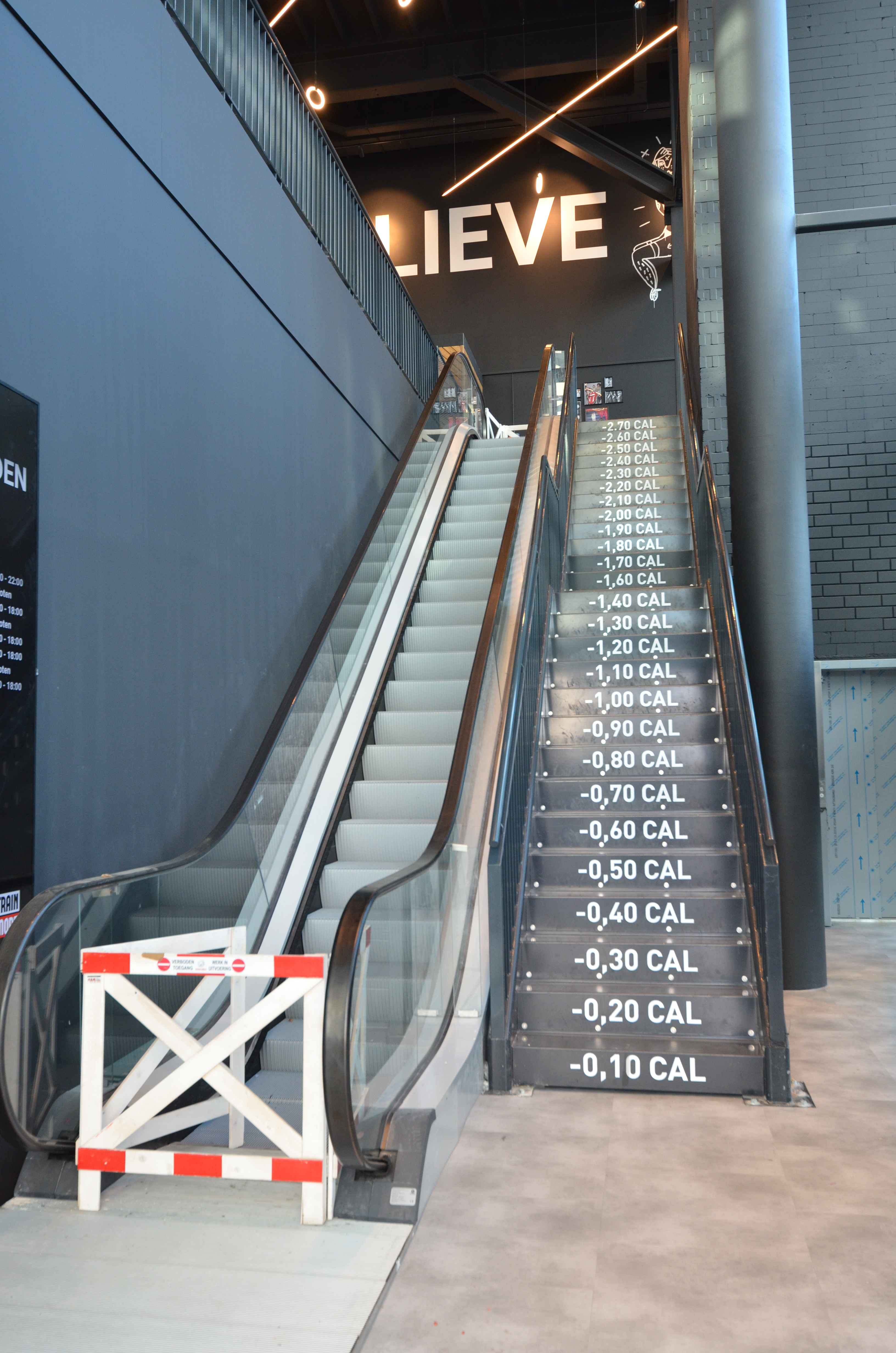
تحاول السلالم دعوة الناس لاستخدامها من خلال عرض استخدام الطاقة. لا يتماشى الحاجز مع نظرية التنبيه ، لأنه يبتعد عن الاختيار.

الوكزة أو الدفعة هي مفهوم يتمحور حول العلوم السلوكية والفلسفة السياسية والاقتصاد السلوكي؛ التي بدورها تقترح تعزيزات ايجابية واقتراحات غير مباشرة كطرق لتأثير على السلوك واتخاذ القرار للمجموعات والأفراد. في حين أن الوكز يتعارض مع طرق أخرى لتحقيق استجابة على سبيل المثال التعليم، أو النظام التشريع، أو التطبيق.
لذلك نشر اثنان من المفكرين الأمريكيين بجامعة شيكاغو الأمريكية وهما الاقتصادي ريتشارد ثالر والقانوني كاس سانستين مفهوم الوكزة في كتابهم الذي صدر عام 2008 الوكزة: تحسين القرارات المتعلقة بالصحة والثروة والسعادة . وحاز كتابهم على تأثير السياسيين البريطانيين والأمريكيين. وتتواجد وحدات الوكز حول العالم مثل (المملكة المتحدة وألمانيا واليابان ودول أخرى) بجانب (البنك الدولي والأمم المتحدة والمفوضية الأوروبية). في حين هنالك حديث مثار للجدل بشأن إذا «نظرية الوكزة» هي تطور جديد حديث في علم السلوك أم بالكاد مصطلح جديد لأحد الطرق التأثير السلوكي التي تستخدم في علم التحليل السلوك.

## تعريف الوكزة
طور جيمس ويلك أول صياغة للمصطلح وما يقترن ذلك من المبادئ في مجال علم الضبط (السبيرانية) قبل عام 1995، وقد عرف دي جيه ستيوارت الأكاديمي بجامعة برونيل البريطانية بالآتي «فن الوكزة» و(أحيانا يشير إليها بالوكزة صغيرة الحجم). وتستند على تأثيرات منهجية من علاج النفسي الإكلينيكي التي ترجع إلى غريغوري بيتسون بالإضافة إلى مساهمات من ميلتون أريكسون، ووتسلويك، وويكلاند، وفيش، وبيل أوهنلون. في هذه الصيغة، الوكزة هي تصميم ذات استهداف صغيرة الحجم تهدف إلى مجموعة معينة من الأشخاص؛ بغض النظر عن حجم التدخل المطلوب.
في 2008، جاءت نظرية الوكزة للحياة عن طريق كتاب كل من ريتشارد ثالر وكاس سانستين الوكزة: تحسين القرارات المتعلقة بالصحة والثروة والسعادة. ونالت النظرية من متابعة السياسيين الأمريكيين والبريطانيين في مجال العمل الخاص والصحة العمومية. وأشار المؤلفون إلى أن التأثير السلوك بدون إكراه كالأبوية الليبرالية والمؤثرين مثل مهندسي الاختيار. وقد عرفوا مفهومهم لذلك كالآتي:
الوكزة، كاستخدامنا لها المصطلح، في أي مجال من الاختيار المعماري الذي يغير سلوك الناس بشكل متوقع دون منع أي اختيارات وتغير أهدافهم الاقتصادية بقدر كبير. ولكي تُحسب الوكزة بسيطة، يجب على التدخل أن يكون بسيطًا ورخيصًا لتجنبه. فالوكزة ليست اجبارية، أما وضع الفاكهة صوب العين فهي بمثابة وكزة. بينما منع الأغذية غير الصحية لا يعتبر وكزًا.
بخصوص هذا المفهوم، بشأن الاعتماد على الاقتصاد السلوكي، يطبق الوكز لتأثير على السلوك بشكل أعم.
ومن أكثر الأمثلة التي تستخدم فيها الوكزة النقش الذي يوجد على الصورة على هيئة ذبابة المنزل في مبولة الخاصة بالرجال في مطار أمستردام والذي يهدف لتعزيز هدف كيفية استخدام المرحاض.